# Bükkzsérc
Bükkzsérc là một thị trấn thuộc hạt Borsod-Abaúj-Zemplén, Hungary. Thị trấn này có diện tích 37,25 km², dân số năm 2010 là 1002 người, mật độ 27 người/km².